# Lizardo Rodríguez Nué
Lizardo Rodríguez Nué (30 d'agost de 1910 - ?) fou un futbolista peruà.

## Selecció del Perú
Va formar part de l'equip peruà a la Copa del Món de 1930.
També participarà en el Campionat sud-americà de 1929 i 1935.